# Apogonalia sanguinipes
Apogonalia sanguinipes är en insektsart som beskrevs av Van Duzee 1907. Apogonalia sanguinipes ingår i släktet Apogonalia och familjen dvärgstritar. Inga underarter finns listade i Catalogue of Life.